# Protoceratopidae

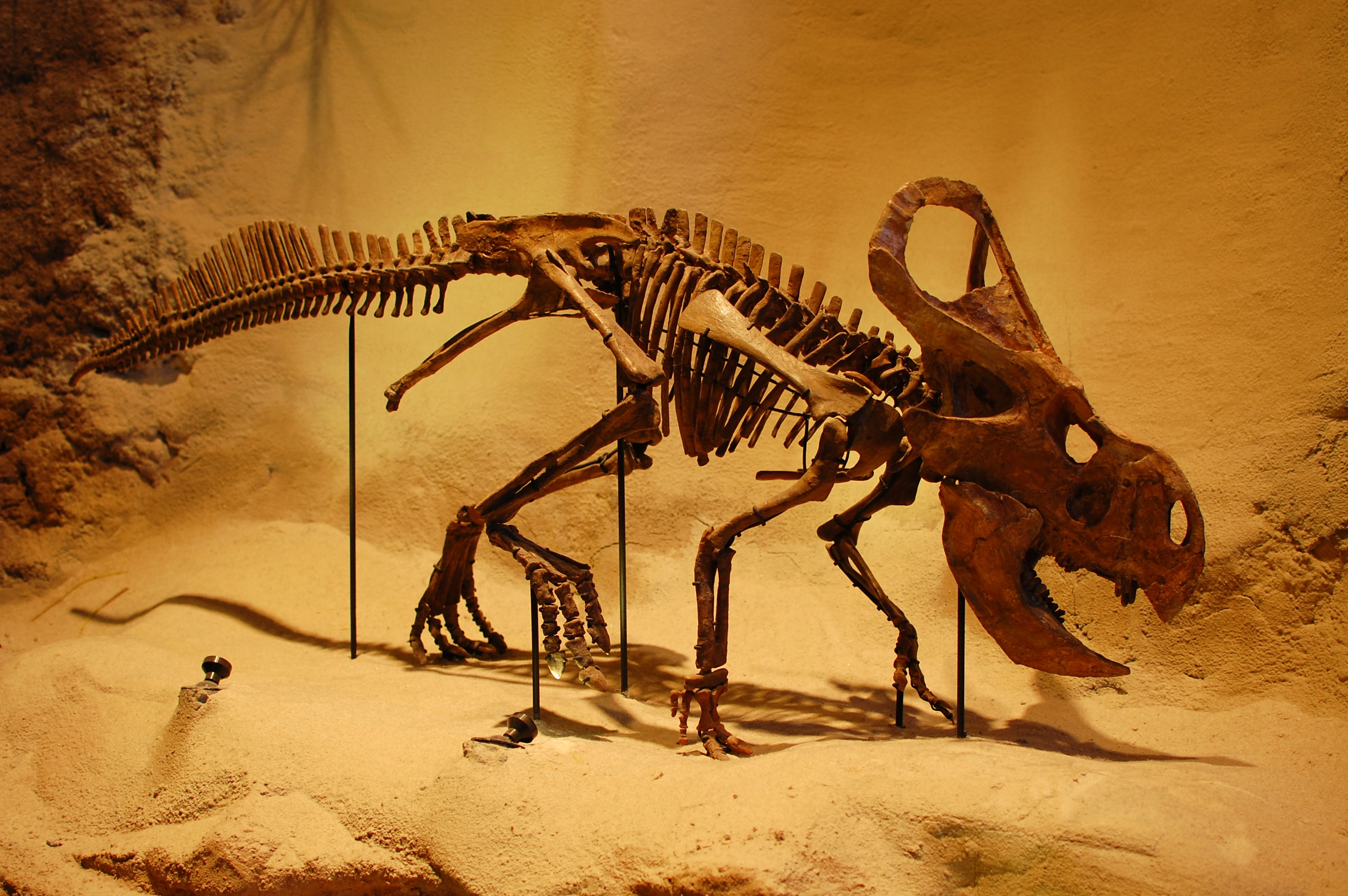
Skelet van Protoceratops andrewsi.

De Protoceratopidae, of taalkundig onjuist: Protoceratopsidae, zijn een groep van dinosauriërs behorend tot de Neoceratopia.
De familie Protoceratopidae werd in 1923 door Granger benoemd om Protoceratops een plaats te geven. Het taxon fungeerde daarna als een parafyletische verzamelbak, ook voor ieder lid van de Ceratopia dat klein van postuur was.
In 1998 kwam de eerste definitie als klade door Paul Sereno die in 2005 door hem exacter gepreciseerd werd tot: de groep bestaande uit Protoceratops andrewsi en alle soorten nauwer verwant aan Protoceratops dan aan Triceratops horridus.
De groep bestaat voor zover bekend uit kleine vormen uit het Krijt van Azië (Cenomanien-Campanien), behalve Protoceratops zijn dat Graciliceratops en Bagaceratops.
De groep is per definitie een zustergroep van de Ceratopidae.